# Coppa Spengler 2024
La 96ª edizione della Coppa Spengler si è svolta dal 26 dicembre al 31 dicembre 2024 all'Eisstadion di Davos, in Svizzera.
Il torneo ha coinvolto sei formazioni, suddivise in due gruppi da tre ciascuno, intitolati rispettivamente a Bibi Torriani ed Hans Cattini. Oltre ai padroni di casa dell'Hockey Club Davos era presente un'altra formazione svizzera, il Friburgo. Oltre alla consueta presenza del Team Canada, gli organizzatori hanno selezionato dal campionato tedesco gli Straubing Tigers, dalla Liiga finlandese l'Oulun Kärpät e dall'Extraliga ceca l'HC Dynamo Pardubice.
Nella fase preliminare le prime di ciascun gruppo si qualificano per le semifinali, mentre le altre squadre si affrontano nei quarti di finale.

## Squadre

### Gruppo Torriani
Friburgo-Gottéron
  Oulun Kärpät
  Pardubice

### Gruppo Cattini
Davos (ospitante)
  Straubing Tigers
 Team Canada

## Fase a gruppi

### Gruppo Torriani
| Davos 26 dicembre 2024, ore 15:10 UTC+1                 | Friburgo  | 2 – 3 (d.c.r.) (0-2; 0-0; 2-0) referto | Dynamo Pardubice | Eisstadion Davos (6.267 spett.) |
| Rathgeb 50' Gunderson 51' Marcatori 10' Radil 13' Rákos |           |                                        |                  |                                 |
|                                                         |           |                                        |                  |                                 |
| Rathgeb 50' Gunderson 51'                               | Marcatori | 10' Radil 13' Rákos                    |                  |                                 |

| Davos 27 dicembre 2024, ore 15:10 UTC+1                                                                                           | Karpat    | 4 – 6 (3-2; 0-2; 1-2) referto                                          | Friburgo | Eisstadion Davos (6.267 spett.) |
| Mäenalanen 3' Gardiner 7' Juusola 16' Virta 52' Marcatori 7' Brennan 11' Sutter 27' , Nicolet 34' Jecker 46' de la Rose 59' Lilja |           |                                                                        |          |                                 |
| |           |                                                                        |          |                                 |
| Mäenalanen 3' Gardiner 7' Juusola 16' Virta 52'                                                                                   | Marcatori | 7' Brennan 11' Sutter 27', Nicolet 34' Jecker 46' de la Rose 59' Lilja |          |                                 |

| Davos 28 dicembre 2024, ore 15:10 UTC+1                       | Dynamo Pardubice | 2 – 3 (d.t.s.) (1-1; 0-0; 1-1) referto | Karpat | Eisstadion Davos (6.267 spett.) |
| Kaut 8' Musil 57' Marcatori 3' Virta 55' Turunen 64' Gardiner |                  |                                        |        |                                 |
|                                                               |                  |                                        |        |                                 |
| Kaut 8' Musil 57'                                             | Marcatori        | 3' Virta 55' Turunen 64' Gardiner      |        |                                 |

| Pos. |                   | PG | V | VOT | POT | P | GF | GS | DR  | Pt |
| 1.   | Friburgo-Gottéron | 2  | 1 | 0   | 1   | 0 | 8  | 7  | +1  | 4  |
| 2.   | Pardubice         | 2  | 1 | 1   | 1   | 0 | 5  | 5  | 0   | 3  |
| 3.   | Oulun Kärpät      | 2  | 1 | 1   | 0   | 1 | 7  | 8  | - 1 | 2  |

### Gruppo Cattini
| Davos 26 dicembre 2024, ore 20:15 UTC+1                                             | HC Davos  | 2 – 6 (1-2; 1-3; 0-1) referto                        | Team Canada | Eisstadion Davos (6.267 spett.) |
| Palve 9' Zadina 30' Marcatori 11' Hazen 13' Carr 31' , 38' Hudon 33' Shaw 52' Fritz |           |                                                      |             |                                 |
|                                                                                     |           |                                                      |             |                                 |
| Palve 9' Zadina 30'                                                                 | Marcatori | 11' Hazen 13' Carr 31', 38' Hudon 33' Shaw 52' Fritz |             |                                 |

| Davos 27 dicembre 2024, ore 20:15 UTC+1                                    | Straubing Tigers | 0 – 5 (0-0; 0-1; 0-4) referto                                    | Davos | Eisstadion Davos (6.267 spett.) |
| Marcatori 28' Andersson 47' Tambellini 52' Kessler 54' Frehner 56' Lemieux |                  |                                                                  |       |                                 |
|                                                                            |                  |                                                                  |       |                                 |
|                                                                            | Marcatori        | 28' Andersson 47' Tambellini 52' Kessler 54' Frehner 56' Lemieux |       |                                 |

| Davos 28 dicembre 2024, ore 20:15 UTC+1                                                              | Canada    | 6 – 3 (1-1; 2-1; 3-1) referto   | Straubing Tigers | Eisstadion Davos (6.267 spett.) |
| Carr 5' Shaw 22' , 37' Bowey 41' Hoefenmayer 52' Hazen 54' Marcatori Brandt 8' St.Denis 30' Hede 49' |           |                                 |                  |                                 |
| |           |                                 |                  |                                 |
| Carr 5' Shaw 22', 37' Bowey 41' Hoefenmayer 52' Hazen 54'                                            | Marcatori | Brandt 8' St.Denis 30' Hede 49' |                  |                                 |

| Pos. |                  | PG | V | VOT | POT | P | GF | GS | DR  | Pt |
| 1.   | Team Canada      | 2  | 2 | 0   | 0   | 0 | 12 | 5  | +7  | 6  |
| 2.   | Davos            | 2  | 1 | 0   | 0   | 1 | 7  | 6  | +1  | 3  |
| 3.   | Straubing Tigers | 2  | 0 | 0   | 0   | 2 | 3  | 11 | - 8 | 0  |

## Fase a eliminazione diretta
|  | Quarti di finale | Quarti di finale  | Quarti di finale  |                   |                  | Semifinali       | Semifinali | Semifinali |  |  | Finale | Finale | Finale |  |
|  |                  |                   |                   |                   |                  |                  |            |            |  |  |        |        |        |  |
|  | C1               | Team Canada       |                   |                   |                  |                  |            |            |  |  |        |        |        |  |
|  | C1               | Team Canada       |                   |                   |                  |                  |            |            |  |  |        |        |        |  |
|  |                  |                   |                   |                   |                  |                  |            |            |  |  |        |        |        |  |
|  |                  | Team Canada       | Team Canada       | 2                 |                  |                  |            |            |  |  |        |        |        |  |
|  |                  |                   |                   | 2                 |                  |                  |            |            |  |  |        |        |        |  |
|  |                  |                   | Straubing Tigers  | Straubing Tigers  | 4                |                  |            |            |  |  |        |        |        |  |
|  | T2               | Pardubice         | Straubing Tigers  | Straubing Tigers  | 4                | 2                |            |            |  |  |        |        |        |  |
|  | T2               | Pardubice         |                   |                   |                  |                  |            |            |  |  |        |        |        |  |
|  | C3               | Straubing Tigers  | 4                 |                   |                  |                  |            |            |  |  |        |        |        |  |
|  | C3               | Straubing Tigers  | 4                 |                   | Straubing Tigers | Straubing Tigers | 2          |            |  |  |        |        |        |  |
|  |                  |                   |                   |                   |                  |                  |            |            |  |  |        |        |        |  |
|  |                  |                   | Friburgo-Gottéron | Friburgo-Gottéron | 7                |                  |            |            |  |  |        |        |        |  |
|  | T1               | Friburgo-Gottéron | Friburgo-Gottéron | Friburgo-Gottéron | 7                |                  |            |            |  |  |        |        |        |  |
|  | T1               | Friburgo-Gottéron |                   |                   |                  |                  |            |            |  |  |        |        |        |  |
|  |                  |                   |                   |                   |                  |                  |            |            |  |  |        |        |        |  |
|  |                  | Friburgo-Gottéron | Friburgo-Gottéron | 4                 |                  |                  |            |            |  |  |        |        |        |  |
|  |                  |                   |                   | 4                 |                  |                  |            |            |  |  |        |        |        |  |
|  |                  |                   | Davos             | Davos             | 2                |                  |            |            |  |  |        |        |        |  |
|  | C2               | Davos             | Davos             | Davos             | 2                | 4                |            |            |  |  |        |        |        |  |
|  | C2               | Davos             |                   |                   |                  |                  |            |            |  |  |        |        |        |  |
|  | T3               | Oulun Kärpät      | 3                 |                   |                  |                  |            |            |  |  |        |        |        |  |

### Quarti di finale
| Davos 29 dicembre 2024, ore 15:10 UTC+1                                            | Dynamo Pardubice | 2 – 4 (1-1, 1-0, 0-3) referto                      | Straubing Tigers | Eisstadion Davos (6.267 spett.) |
| Ràkos 18' Kelemen 23' Marcatori 13' Connolly 48' Braun 57' Samuelsson 57' Samanski |                  |                                                    |                  |                                 |
|                                                                                    |                  |                                                    |                  |                                 |
| Ràkos 18' Kelemen 23'                                                              | Marcatori        | 13' Connolly 48' Braun 57' Samuelsson 57' Samanski |                  |                                 |

| Davos 29 dicembre 2024, ore 20:15 UTC+1                                           | HC Davos  | 4 – 3 (1-1, 3-2, 0-1) referto | Karpat | Eisstadion Davos (6.267 spett.) |
| Tambellini 2' Knak 23' Palve 25' Corvi 29' Marcatori 28' Hermonen 40' , 48' Virta |           |                               |        |                                 |
|                                                                                   |           |                               |        |                                 |
| Tambellini 2' Knak 23' Palve 25' Corvi 29'                                        | Marcatori | 28' Hermonen 40', 48' Virta   |        |                                 |

### Semifinali
| Davos 30 dicembre 2024, ore 15:10 UTC+1                               | Canada    | 2 – 4 (1-1, 1-1, 0-2) referto                 | Straubing Tigers | Eisstadion Davos (6.267 spett.) |
| Carr 9' , 26' Marcatori Leier 4' Lipon 32' Samanski 50' Fleischer 59' |           |                                               |                  |                                 |
|                                                                       |           |                                               |                  |                                 |
| Carr 9', 26'                                                          | Marcatori | Leier 4' Lipon 32' Samanski 50' Fleischer 59' |                  |                                 |

| Davos 30 dicembre 2024, ore 20:15 UTC+1                                     | Friburgo  | 4 – 2 (1-2, 0-0, 3-0) referto | HC Davos | Eisstadion Davos (6.267 spett.) |
| Vey 7' , 47' Bertschy 56' de la Rose 59' Marcatori Stransky 18' Frehner 20' |           |                               |          |                                 |
|                                                                             |           |                               |          |                                 |
| Vey 7', 47' Bertschy 56' de la Rose 59'                                     | Marcatori | Stransky 18' Frehner 20'      |          |                                 |

### Finale
| Davos 31 dicembre 2024, ore 12:10 UTC+1                                                                               | Straubing Tigers | 2 – 7 (1-4, 1-3, 0-0) referto                                                  | Friburgo | Eisstadion Davos (6.267 spett.) |
| Brunnhuber 2' Zimmermann 28' Marcatori 1' de la Rose 2' Lilja 4' Marchon 10' Bertschy 25' Brennan 29' Vey 36' Borgman |                  |                                                                                |          |                                 |
| |                  |                                                                                |          |                                 |
| Brunnhuber 2' Zimmermann 28'                                                                                          | Marcatori        | 1' de la Rose 2' Lilja 4' Marchon 10' Bertschy 25' Brennan 29' Vey 36' Borgman |          |                                 |